# N,N'-dicicloesilcarbodiimmide
La N,N'-dicicloesil carbodiimide è un composto organico il cui utilizzo principale è quello di unire gli amminoacidi durante la sintesi di un peptide. In condizioni standard, la si trova come cristalli bianchi con un pesante odore dolciastro. Il basso punto di fusione di questo materiale consente di essere fuso per una sua più facile manipolazione. È altamente solubile in diclorometano, tetraidrofurano, acetonitrile e dimetilformammide, ma insolubile in acqua. Esso viene tipicamente abbreviato come DCC o DCCD.

## Struttura
Il cuore diimmidico C-N=C=N-C è lineare, correlato alla struttura dell'allene. Esistono tre ibridi di risonanza che lo descrivono: 
RN=C=NR ↔ RN+≡C-N−R ↔ RN−-C≡N+R
La funzionalità N=C=N ha un caratteristico assorbimento IR a 2117 cm−1. Lo spettro15N NMR mostra un segnale a 275.0 ppm usando l'acido nitrico come riferimento mentre al 13C NMR si osserva un picco a -139 ppm rispetto al TMS.

## Preparazione
Un metodo che ne permette la sintesi con una resa fino al 67% è quello descritto da Pri-Bara et al. che fa uso di Pd(OAc)2, iodio e ossigeno per unire la cicloesil ammina col cicloesil isocianuro.
C6H11NC  +  C6H11NH2 + O2 →  (C6H11N)2C  +  H2O
Tang et al. condensano invece due isocianati usando come catalizzatore il OP(MeNCH2CH2)3N con rese fino al 92%:
La DCC viene anche preparata dalla dicicloesilurea (DCU) usando un catalizzatore a trasferimento di fase da Jaszay et al. Si mette a reagire l'urea disostituita, l'arenil solfonil cloruro e il potassio carbonato in toluene con benzil tetraetilammoniocloruro ottenendo la DCC con una resa del 50%.

## Reattività
La DCC è un agente disidratante per la preparazione di ammidi, chetoni, nitrili ed esteri. In queste reazioni, la DCC si idrata per formare dicicloesilurea (DCU), un composto che è quasi insolubile in molti solventi organici ed insolubile in acqua. La maggioranza della DCU è quindi facilmente rimovibile mediante filtrazione, anche se le ultime tracce possono essere difficili da eliminare dai prodotti non polari. La DCC può anche essere utilizzata per invertire la configurazione di alcol secondari.

### Formazione di perossidi
La reazione tra un acido carbossilico e acqua ossigenata in presenza della DCC porta alla formazione di un perossido.

### Ossidazione di Moffat
Una soluzione di DCC e dimetil solfossido (DMSO) effettua la cosiddetta ossidazione di Pfitzner-Moffatt. Questa procedura viene utilizzata per l'ossidazione di alcoli ad aldeidi e chetoni. Diversamente dalle ossidazioni metallo-mediate (tramite Cr, Mn, etc..), le condizioni di reazione sono sufficientemente delicate per evitare over-ossidazione di aldeidi ad acidi carbossilici. Generalmente, tre equivalenti di DCC e 0,5 equivalenti di un acido protico in DMSO vengono lasciati a reagire per una notte (overnight) a temperatura ambiente. La reazione viene quindi spenta (quenching) con acido.

### Disidratazioni
Gli alcol possono essere disidratati usando la DCC. La reazione procede con la formazione della O-acil urea la quale poi va a produrre il corrispondente alchene:
RCHOHCH2R'  +  (C6H11N)2C  →  RCH=CHR'  + (C6H11NH)2CO

### Inversione di alcol secondari
Si può avere inversione di configurazione di alcol secondari su centri stereogenici tramite formazione dell'estere formico e della sua saponificazione. Basta mescolare l'alcol, acido formico e una base forte come il sodio metossido.

### Esterificazione
Moltissimi alcol, tra cui alcuni terziari, possono essere esterificati con un acido carbossilico in presenza di DCC e DMAP.

## Sicurezza
La DCC è un potente allergene e un agente sensibilizzante, che spesso causa eruzioni cutanee.